# Ma Jin

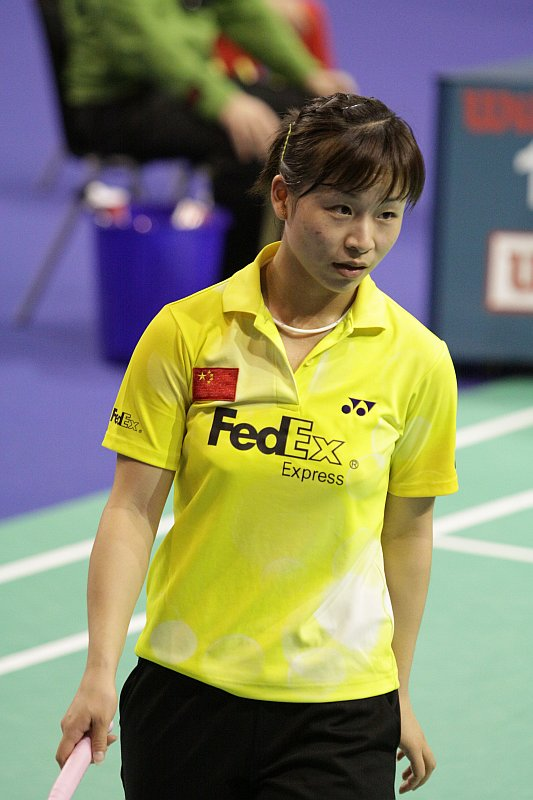
Ma Jin

Ma Jin (chinesisch 马晋, * 7. Mai 1988 in Nantong) ist eine Badmintonspielerin aus der Volksrepublik China.

## Karriere
2006 gewann Ma Jin die Badminton-Weltmeisterschaft der Junioren im Dameneinzel. Drei Jahre später siegte sie bereits bei den Erwachsenen bei der Asienmeisterschaft, den Japan Open, den Hong Kong Open und den French Open im Damendoppel mit Wang Xiaoli. 2009 gewann sie auch das Mixed bei den Indonesia Open und den Singapur Open mit Zheng Bo. Bei der Badminton-Weltmeisterschaft 2009 gewann sie Bronze mit Wang Xiaoli. 2010 war sie bei den German Open erfolgreich.

## Sportliche Erfolge
| Saison | Veranstaltung                  | Disziplin         | Platz | Name                 |
| ------ | ------------------------------ | ----------------- | ----- | -------------------- |
| 2006   | Weltmeisterschaft der Junioren | Dameneinzel       | 1     | Ma Jin               |
| 2008   | China: Einzelmeisterschaften   | Damendoppel       | 1     | Wang Siyun / Ma Jin  |
| 2008   | Macau Open                     | Damendoppel       | 2     | Ma Jin / Wang Xiaoli |
| 2009   | Asienmeisterschaft             | Damendoppel       | 1     | Ma Jin / Wang Xiaoli |
| 2009   | Indonesia Open                 | Mixed             | 1     | Zheng Bo / Ma Jin    |
| 2009   | Singapur Open                  | Mixed             | 1     | Zheng Bo / Ma Jin    |
| 2009   | French Open                    | Damendoppel       | 1     | Ma Jin / Wang Xiaoli |
| 2009   | Japan Open                     | Damendoppel       | 1     | Ma Jin / Wang Xiaoli |
| 2009   | Hong Kong Open                 | Damendoppel       | 1     | Ma Jin / Wang Xiaoli |
| 2009   | Weltmeisterschaft              | Damendoppel       | 3     | Ma Jin / Wang Xiaoli |
| 2009   | German Open                    | Mixed             | 2     | Zheng Bo / Ma Jin    |
| 2010   | German Open                    | Damendoppel       | 1     | Ma Jin / Wang Xiaoli |
| 2012   | Denmark Open                   | Damendoppel       | 1     | Ma Jin / Tang Jinhua |
| 2012   | Denmark Open                   | Gemischtes Doppel | 1     | Ma Jin / Xu Chen     |
| 2012   | French Open                    | Damendoppel       | 1     | Ma Jin / Tang Jinhua |
| 2012   | French Open                    | Gemischtes Doppel | 1     | Ma Jin / Xu Chen     |